# Ceruchus striatus
Ceruchus striatus es una especie de coleóptero de la familia Lucanidae.

## Distribución geográfica
Habita en América del Norte.